# Platysoma abyssinicum
Platysoma abyssinicum är en skalbaggsart som beskrevs av George Lewis 1885. Platysoma abyssinicum ingår i släktet Platysoma och familjen stumpbaggar. Inga underarter finns listade i Catalogue of Life.